# Holorusia illex
Holorusia illex är en tvåvingeart som först beskrevs av Alexander 1947.  Holorusia illex ingår i släktet Holorusia och familjen storharkrankar. Inga underarter finns listade i Catalogue of Life.